# رينيه توريس (لاعب كرة قدم)
رينيه توريس (بالإسبانية: René Torres) هو لاعب كرة قدم فنزويلي، ولد في 13 أكتوبر 1960 في ماردة في فنزويلا. لعب مع مينيروس دو غويانا ونادي كاراكاس.

## وصلات خارجية
- رينيه توريس (لاعب كرة قدم) على موقع الاتحاد الدولي (مؤرشف)  (الإنجليزية)
- رينيه توريس (لاعب كرة قدم) على موقع ناشيونال فوتبول تيمز (الإنجليزية)
- رينيه توريس (لاعب كرة قدم) على موقع عالم كرة القدم.نت (الإنجليزية)